# Miroslav Váňa
Miroslav Váňa (* 8. března 1961 Teplice) je český politik, v letech 2002 až 2013 poslanec Parlamentu ČR za Pardubický kraj, člen ČSSD.

## Vzdělání, profese a rodina
Vystudoval výrobně-ekonomickou fakultu na VŠE. Po promoci nastoupil do podniku VCHZ Synthesia Semtín, kde v letech 1985–1989 pracoval v ekonomických pozicích. Poté se podílel na chodu několika soukromých firem.
Je rozvedený, má tři děti.

## Politická kariéra
V roce 1996 se stal členem Okresního výkonného výboru ČSSD v Pardubicích a pak jeho předsedou. Po vzniku regionálních organizací ČSSD se stal předsedou ČSSD ve východních Čechách, později od roku 1999 předsedou sociální demokracie v Pardubickém kraji. Od roku 1997 zastával i pracuji post člena Ústředního výkonného výboru ČSSD.
V komunálních volbách roku 1994 byl zvolen do zastupitelstva městského obvodu Pardubice I za ČSSD. V komunálních volbách roku 1998 a komunálních volbách roku 2002 byl zvolen do zastupitelstva města Pardubice za ČSSD. Neúspěšně sem kandidoval v komunálních volbách roku 2006. Profesně se k roku 1998 uváděl jako předseda SBD, pak jako poslanec.
V letech 1998–2000 dělal poradce ministrů pro místní rozvoj, Jaromíra Císaře a Petra Lachnita. Od roku 2000 se zabývá bytovou politikou, je členem Výboru Státního fondu rozvoje bydlení.
Ve volbách v roce 2002 byl zvolen do poslanecké sněmovny za ČSSD (volební obvod Pardubický kraj). Byl členem sněmovního výboru pro veřejnou správu, regionální rozvoj a životní prostředí a petičního výboru. V letech 2005–2006 předsedal podvýboru pro bytovou politiku. Mandát poslance obhájil ve volbách v roce 2006. Byl členem sněmovního výboru pro životní prostředí a v letech 2009–2010 i výboru hospodářského. Opětovně byl do sněmovny zvolen ve volbách v roce 2010. Zasedalbv rozpočtovém výboru sněmovny.
Počátkem roku 2012 byly zveřejněny nahrávky pořízené majitelem stavební firmy Liborem Joskou, kde poslanec Miroslav Váňa a krajský předseda ČSSD vulgálním způsobem popisuje, jak dostane pod kontrolu budoucího hejtmana Pardubického kraje. Na záznamu říká: „Hejtman musí bejt trochu utěsnanej do nějaký ažurity, dokud nebude chycenej tak, že ho někdo bude držet takhle za koule, za varlata, tak ti zase začne ukazovat ty cedulky a začne jebat všechny.“ Váňa nepopřel, že na nahrávce je jeho hlas, ale označil záznam za účelově sestříhaný. Rezignoval pak ale na post krajského předsedy ČSSD.